# Првенство Србије у рагбију 2007/08.
Првенство Србије у рагбију 2007/08. је било 2. издање првенства Србије у рагбију 15. 
Титулу је други пут за редом освојио Победник.

## Учесници
|   | Тим                             | Тренер                 | Капитен           |
| - | ------------------------------- | ---------------------- | ----------------- |
| 1 | Краљевски београдски рагби клуб | Станислав Т. Колунџија |                   |
| 2 | Партизан                        | Драган Грујић          | Александар Крстић |
| 3 | Победник                        | Милан Растовац         | Марко Капор       |
| 4 | Војводина                       |                        |                   |
| 5 | Крушевац                        |                        |                   |
| 6 | Жарково                         |                        |                   |
| 7 | Рагби клуб Динамо Панчево       |                        |                   |

| Шампион Србије у рагбију 2008. |
| ------------------------------ |
| Рагби клуб Победник 4. титула  |